# N-tv
n-tv là kênh truyền hình tại Đức thuộc sở hữu của ntv Nachrichtenfernsehen GmbH và RTL Deutschland. Phát sóng lần đầu vào ngày 30 tháng 11 năm 1992.